# Przedterminowe wybory prezydenta Gdańska w 2019 roku
Przedterminowe wybory prezydenta Gdańska w 2019 roku – zostały zarządzone po tragicznej śmierci prezydenta Gdańska Pawła Adamowicza, do której doszło 14 stycznia 2019. Komisarz wyborczy w Gdańsku postanowieniem z 16 stycznia 2019 stwierdził wygaśnięcie mandatu prezydenta miasta.
Prezes Rady Ministrów Mateusz Morawiecki rozporządzeniem z 21 stycznia 2019 zarządził termin wyborów na 3 marca 2019.

## Komitety wyborcze
Zgodnie z kalendarzem wyborczym do 28 stycznia 2019 komisarz wyborczy przyjmował zawiadomienia o utworzeniu komitetów wyborczych, które zamierzają zgłaszać kandydatów na prezydenta miasta.
Zarejestrowano następujące komitety:
- KWW Wszystko dla Gdańska Aleksandry Dulkiewicz;
- KWW Grzegorza Brauna;
- KWW Odpowiedzialni – Gdańsk;
- KW Alternatywa Społeczna;
- KWW Gdańsk dla Mieszkańców;
- KWW Nasz Polski Gdańsk;
- KWW Akcja Normalny Kraj;
- KWW Adama Stankiewicza „Gdańsk to nie Palermo – da się ulepszyć!”.

## Kandydaci
Zgodnie z kalendarzem wyborczym do 6 lutego 2019 miejska komisja wyborcza przyjmowała zgłoszenia kandydatów na prezydenta miasta. Jeden komitet mógł zarejestrować jednego kandydata. Kandydatura została przyjęta, jeżeli kandydat zebrał pisemne poparcie od 3 tys. mieszkańców.
15 stycznia prezes PiS Jarosław Kaczyński zapowiedział, że jego partia nie wystawi własnego kandydata w przedterminowych wyborach na prezydenta Gdańska.
22 stycznia swój start w wyborach ogłosiła pełniąca obowiązki prezydenta Gdańska po śmierci Pawła Adamowicza Aleksandra Dulkiewicz ze stowarzyszenia Wszystko Dla Gdańska. Uzyskała ona poparcie Platformy Obywatelskiej, Polskiego Stronnictwa Ludowego, Nowoczesnej oraz Wiosny, a ponadto m.in. dawnych działaczy Ruchu Młodej Polski na czele z Aleksandrem Hallem.
25 stycznia swój start w wyborach zapowiedziało trzech kolejnych kandydatów: reżyser i publicysta, lider stowarzyszenia Pobudka Grzegorz Braun, były radny Gdańska z ramienia PiS (działający przez większość kadencji w partiach Jarosława Gowina) Piotr Walentynowicz (wnuk Anny Walentynowicz) z ramienia komitetu Gdańsk dla Mieszkańców, a także wiceprezes fundacji Świadomi Wolni Obywatele Andrzej Kania z ramienia prawicowej partii Alternatywa Społeczna. Kolejni kandydaci, którzy zadeklarowali start, to: Marek Skiba (działacz katolicki, KWW Odpowiedzialni – Gdańsk), Sławomir Ziembiński („Czerwony Korsarz” – przebierający się za pirata na ulicach Gdańska, KWW Nasz Polski Gdańsk), Dorota Maksymowicz-Czapkowska (kandydatka także w wyborach w 2018, KWW Akcja Normalny Kraj) i Adam Stankiewicz (który powołał komitet „Gdańsk to nie Palermo – da się ulepszyć!”). Ostatecznie jednak pięcioro kandydatów wycofało się z wyborów bądź nie zebrało wymaganej liczby podpisów. Piotr Walentynowicz, Dorota Maksymowicz-Czapkowska i Adam Stankiewicz udzielili poparcia Grzegorzowi Braunowi. Kandydatur nie zarejestrowali także Andrzej Kania i Sławomir Ziembiński.
| Oficjalni kandydaci:        | Oficjalni kandydaci: | Oficjalni kandydaci: | Oficjalni kandydaci:                   | Oficjalni kandydaci:   | Oficjalni kandydaci:                   | Oficjalni kandydaci:                   |
| Imię i nazwisko             | Wiek                 | Wykształcenie        | Komitet zgłaszający kandydata          | Przynależność partyjna | Partie oficjalnie udzielające poparcia | Partie oficjalnie udzielające poparcia |
| --------------------------- | -------------------- | -------------------- | -------------------------------------- | ---------------------- | -------------------------------------- | -------------------------------------- |
| Grzegorz Michał Braun       | 51                   | wyższe               | KWW Grzegorza Brauna                   | bezpartyjny            |                                        | KORWiN                                 |
|                             | 51                   | wyższe               | KWW Grzegorza Brauna                   | bezpartyjny            | Ruch Narodowy                          |                                        |
| Aleksandra Maria Dulkiewicz | 39                   | wyższe               | KWW Wszystko dla Gdańska A. Dulkiewicz | bezpartyjna            |                                        | Platforma Obywatelska                  |
|                             | 39                   | wyższe               | KWW Wszystko dla Gdańska A. Dulkiewicz | bezpartyjna            | Polskie Stronnictwo Ludowe             |                                        |
|                             | 39                   | wyższe               | KWW Wszystko dla Gdańska A. Dulkiewicz | bezpartyjna            | Nowoczesna                             |                                        |
|                             | 39                   | wyższe               | KWW Wszystko dla Gdańska A. Dulkiewicz | bezpartyjna            | Wiosna                                 |                                        |
| Marek Ryszard Skiba         | 46                   | wyższe               | KWW Odpowiedzialni-Gdańsk              | bezpartyjny            |                                        |                                        |

## Wyniki głosowania i wyniki wyborów
Zgodnie z kalendarzem wyborczym na 3 marca 2019 wyznaczono termin głosowania.

### I tura
| Kandydat                                                                                      | Kandydat              | Komitet wyborczy                       | Głosów  | Głosów | Głosów |
| Kandydat                                                                                      | Kandydat              | Komitet wyborczy                       | Liczba  | %      | +/–    |
| --------------------------------------------------------------------------------------------- | --------------------- | -------------------------------------- | ------- | ------ | ------ |
|                                                                                               | Aleksandra Dulkiewicz | KWW Wszystko dla Gdańska A. Dulkiewicz | 139 790 | 82,22  | +45,25 |
|                                                                                               | Grzegorz Braun        | KWW Grzegorza Brauna                   | 20 164  | 11,86  | –      |
|                                                                                               | Marek Skiba           | KWW Odpowiedzialni – Gdańsk            | 10 074  | 5,92   | –      |
| Frekwencja: 48,98% Liczba głosów ważnych: 170 028 (99,35%) Źródło: Państwowa Komisja Wyborcza |                       |                                        |         |        |        |

Liczba osób, którym wydano karty wyborcze wyniosła 171 445, a liczba kart ważnych 171 145. Liczba głosów oddanych ważnie wyniosła 170 028. Frekwencja wyborcza wyniosła 48,98%.